# Лорікет жовтоволий
Лоріке́т жовтоволий (Charmosynoides margarethae) — вид папугоподібних птахів родини Psittaculidae. Мешкає на Соломонових островах. Вид названий на честь принцеси Луїзи Магарити Прусської. Раніше його відносили до роду Червоно-зелений лорікет (Charmosyna), однак за результатами молекулярно-генетичного дослідження, опублікованими у 2020 році, жовтоволого лорікета було переведено до новоствореного монотипового роду Жовтоволий лорікет (Charmosynoides).

## Опис
Довжина птаха становить 20 см, вага 40-60 г. Забарвлення переважно яскраво-червоне. Потилиця темно-фіолетова або чорна. На грудях і верхній частині спини є жовтий "комірець", окаймлений фіолетовоими або чорними смужками, на спині він вужчий. Нижня частина грудей тьмяно-пурпурові або чорні, нижні покривні пера крил тьмяно-жовті. Хвіст червоний, на кінці жовтий, верхні покривні пера помітно зелені. Дзьоб оранжевий, очі жовтувато-оранжеві. У самиць надхвістя з боків жовте. У молодих птахів голова і нижня частина тіла поцятковані темними плямками, на потилиці темна пляма. Смуга на грудях є блідішою, а на спини більш темною. Очі сірі, дзьоб коричневий або чорний.

## Поширення і екологія
Жовтоволі лорікети мешкають на Соломонових островах, зокрема на островах Макіра, Бугенвіль, Бука, Коломбангара, Гуадалканал і Малаїта. Вони живуть у вологих гірських і рівнинних тропічних лісах і на кокосових плантаціях. Зустрічаються на висоті до 1350 м над рівнем моря. Ведуть кочовий спсіб життя. Живляться нектаром, пилком, квітками і дрібними плодами, зокрема плодами шефлери.

## Збереження
МСОП класифікує стан збереження цього виду як близький до загрозливого. Жовтоволим лорікетам загрожує знищення природного середовища і вилов з метою продажу на пташиних ринках.